# Mystki-Rzym
Mystki-Rzym – wieś sołecka w Polsce położona w województwie podlaskim, w powiecie wysokomazowieckim, w gminie Wysokie Mazowieckie.
W latach 1975–1998 miejscowość administracyjnie należała do województwa łomżyńskiego.
Wierni kościoła rzymskokatolickiego należą do parafii św. Apostołów Piotra i Pawła w Wysokiem Mazowieckiem.

## Historia wsi
Mystki zostały założone w XV w. przez rycerzy herbu Puchała, przybyłych z miejscowości o takiej samej nazwie na Ziemi łomżyńskiej, na Mazowszu. Spis rycerstwa litewskiego z 1528 r. informuje, że mieszkający w Mystkach rycerze zobowiązani są do wystawienia 4 konnych na wypadek wojny. W pobliskim Seło Rim, w tym samym roku żyło 4 rycerzy, herbu Brodzic. Z czasem wsie połączyły się. Powstały Mystki Rzym.
W I Rzeczypospolitej wieś należała do Ziemi bielskiej.
W roku 1826 miejscowość liczyła 28 domów i 152 mieszkańców.
Pod koniec XIX w.:
- wieś drobnoszlachecka w Powiecie mazowieckim, Gmina Wysokie Mazowieckie, parafia Dąbrowa Wielka. Wiatrak
- folwarki: Mystki i Rzym należały do dóbr Szepietowo[11].

W roku 1921 naliczono tu 39 budynków z przeznaczeniem mieszkalnym oraz 250 mieszkańców (126 mężczyzn i 124 kobiety). Narodowość polską podało 249 osób, a 1. białoruską. Wyznanie rzymskokatolickie zgłosiło 247 mieszkańców, a 3 prawosławne.

### Szkoła
W 1922 roku 1. klasowa szkoła powszechna liczyła 28 uczniów, w 1923-25. W 1924, 1925 i 1930 brak szkoły.

## Obiekty zabytkowe
- krzyż przydrożny, żeliwny z 1893 r.[14]

## Komunikacja
Miejscowość położona jest przy drodze krajowej nr 66 Zambrów – Połowce. 

We wsi znajduje się przystanek autobusowy.
Komunikacja autobusowa PKS łączy miejscowość z Wysokiem Mazowieckiem, Szepietowem, Zambrowem i Łomżą.
Wieś oddalona jest o ok. 2 km od Wysokiego Mazowieckiego i 4 km od Szepietowa.
Najbliższa stacja kolejowa znajduje się w Szepietowie, skąd kursują pociągi w kierunkach: Warszawa i Białystok.

## Infrastruktura i gospodarka
Miejscowość zasilana jest w gaz przewodowy gazociągiem przebiegającym przez teren gminy Wysokie Mazowieckie. We wsi znajduje się stacja redukcyjno-pomiarowa I-go stopnia. 

Siedzibę ma tu Ochotnicza Straż Pożarna, Mystki-Rzym 20, 18-200 Wysokie Mazowieckie

## Legenda
Z miejscowością związana jest postać czarnoksiężnika – Jana Twardowskiego, utrwalona przez Adama Mickiewicza. Zasłynął z tego, że zaprzedał duszę diabłu. Według legendy, za pomocą lustra wywołał ducha Barbary Radziwiłłównej. Inna hipoteza wskazuje, że była to sztuczka rodu Mniszchów. Twardowski o tym wiedział i musiał uciekać. Po drodze do Węgrowa schronił się w Wysokiem Mazowieckiem. W pobliskich Mystkach miała znajdować się karczma Rzym, gdzie dopadli i zabili go słudzy mniszchowscy...

## Urodzeni w Mystkach-Rzymie
- Piotr Paweł Mystkowski – profesor w seminarium duchownym w Tykocinie, kapelan oddziałów powstańczych obwodu augustowskiego
- Ignacy Mystkowski (1826–1863) – inżynier, budowniczy Kolei Warszawsko-Petersburskiej, porucznik Legionów Polskich w rewolucji węgierskiej, powstaniec styczniowy

## Galeria

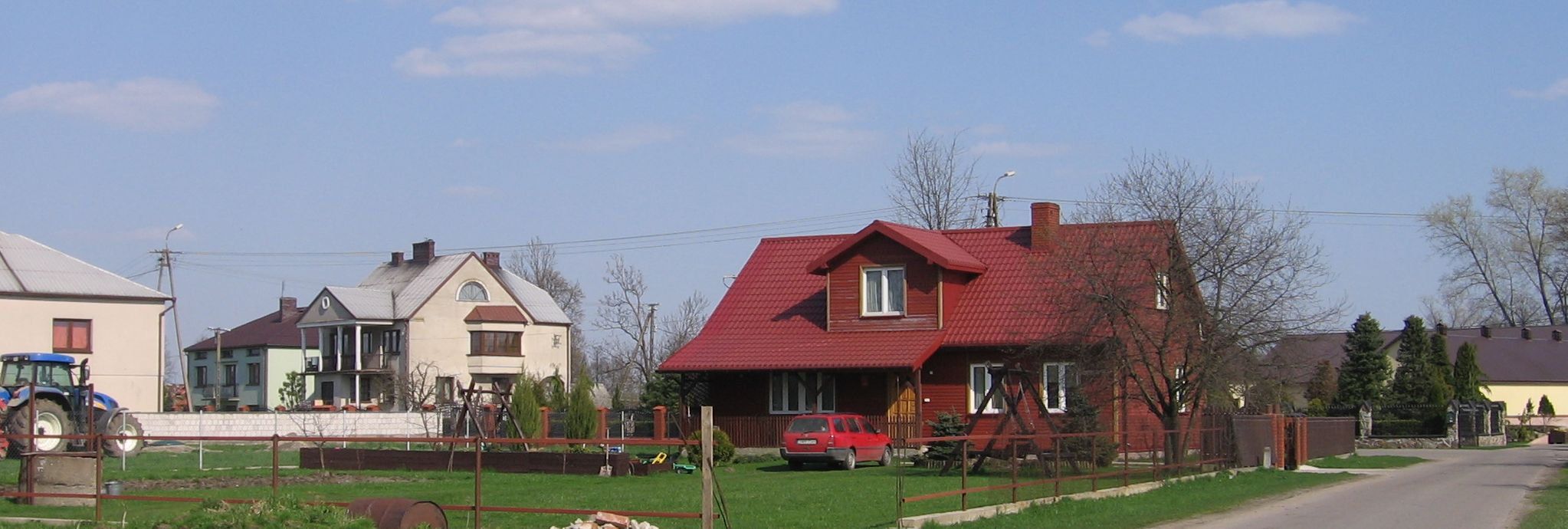
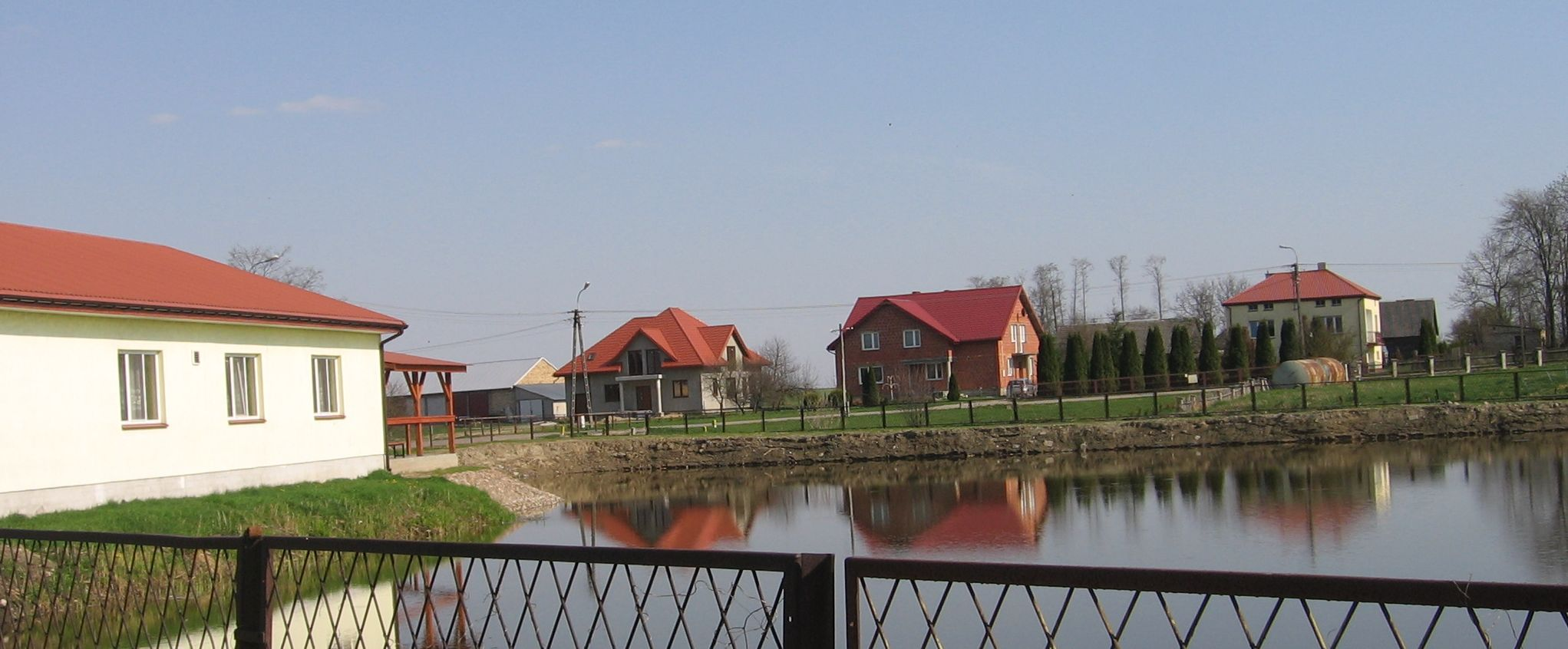
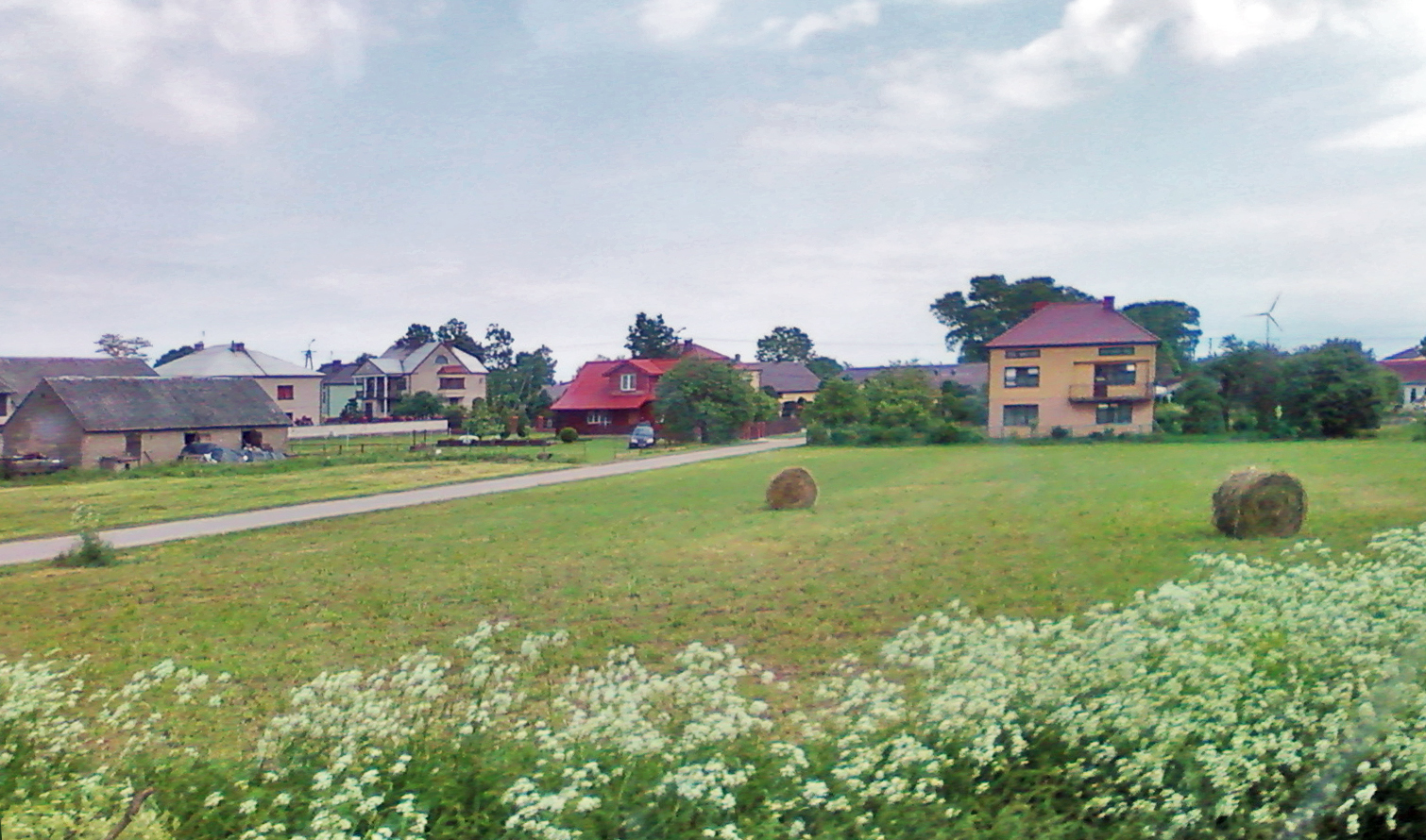